# 加藤幸子 (モデル)
加藤 幸子（かとう さちこ、1973年4月20日 - ）は、日本の女性ファッションモデル。
埼玉県熊谷市出身。N・F・B所属。

## 人物
- 出身地：埼玉県熊谷市鎌倉町
- 血液型：A型
- 趣味・特技：陶芸、水泳
- 学歴：立正大学附属立正幼稚園、熊谷市立熊谷西小学校、熊谷市立荒川中学校、埼玉県立行田女子高等学校普通科（現・埼玉県立進修館高等学校）、東京都立代々木高等学校（芸能活動の為、高校2年生より編入）、法政大学経済学部経済学科3年次中途退学。
- 所属事務所：N・F・B（1986年 - 1989年、2006年 - ）現事務所に復籍を経て、過去にボンド企画（1989年 -  1992年）、 イエローバス、アマゾーヌに所属していた。

## 略歴
実家は、埼玉県熊谷市鎌倉町（旧中山道沿）にかつて存在した老舗和菓子銘菓・御菓子司 宇良梅月（おかしつかさ うらばいげつ）。父方の祖父・加藤正平は、全国菓子大博覧会では審査員、埼玉県菓子工業組合の理事・副会長を歴任した。
ティーン雑誌やファッションショー、CM等に出演していた元ファッションモデルの実姉・加藤美紀と神楽坂の書店に居たところをナウファッションエージェンシー代表取締役会長・岩崎アキ子にスカウトされる。
13歳で資生堂「霧子と小霧子」霧子役のCMデビューと同時期に、集英社『SEVENTEEN』の専属モデルになり「さっちゃん」の愛称で同世代から絶大な支持と人気を得る。同誌卒業後は、non-no（集英社) 、an・an（マガジンハウス）の専属モデルとして活躍。2004年に実業家の一般人男性と入籍、2008年12月に第一子となる男児を出産後はママモデルとして2009年よりMart（光文社）の専属モデルをつとめる。

## エピソード
- 12歳でモデル活動開始時から結婚するまでの約20年間、地元熊谷市から通勤していた事を語っている。本人曰く都会でもなく田舎でもない熊谷に居心地の良さを感じていたとのこと。（AZ-Mail・インタビューより）
- 父方の祖父・加藤正平は、熊谷八坂神社大祭昭和40年度「熊谷うちわ祭」鎌倉区大総代を歴任したことから、実兄と実姉と共に小学校6年生までお囃子会に参加していた。
- 90年代に日本コカコーラ社のCMで姉妹共演をした実姉・美紀は学業に専念する為、同作品を最後に芸能活動から引退した。
- 雑誌「SEVENTEEN」の専属モデル時代の同期であった三宮位知子、笹山智子や堀本陽子（生瀬勝久夫人）、ミッシェルは自身のブログにも登場する。（オフィシャルブログ更新分より）
- 2010年9月20日、地元熊谷市の駅ビル「アズ熊谷」で初トークライブショーを開催。熊谷の思い出、子育て、モデルの撮影エピソード、流行コーディネートについてトークを行った。

## 出演

### CM
- 資生堂 「霧子と小霧子」（1986年）霧子 役
- 日本コカコーラ 「コカコーラ」ダンス 篇（1989年）
- カネボウ 「ピュア」（1989年）
- 牛乳石鹸 「ソピー」（1991年）
- 明治製菓 「ゼリーソーダー」（1991年）
- スズキ 「アルト」（1991年）
- サンヨー食品 「カップスター」（ポーチュガル 篇）（1991年 - 1992年）
- 東京ディズニーランド（1991年）
- キリンビバレッジ 「キリンコーンティー」（1995年）
- 日本郵便 「簡易保険」
- 山之内製薬（現・アステラス製薬） 「ミノン」うるおい 篇（1997年 - 2000年）
- イオン 「ストレッチパンツ」ジャスコのストレッチパンツ1500円 篇（2001年）
- トヨタ自動車 「シエンタ」（2003年）
- 九州電力
- エスエムイーレコーズ「Around40 〜サマフォー〜」（2009年6月16日 - ）
- 花王 「メリーズ」（2009年11月1日 - ）
- 桃屋 「塩だしつゆ」Martコラボ篇（2010年11月19日 - ）
- 花王 「ソフィーナ」ファインフィット 篇（2011年5月 - ）
- 花王 「ビオレu」肌ざわりが変わる夏 篇（2012年8月 - ）

### コンテスト
- カップスター（サンヨー食品）

### 雑誌
- SEVENTEEN（集英社） ‐ 専属モデル（1986年 - 1992年）
- non-no（集英社） ‐ 専属モデル（1992年 - ）
- an・an（マガジンハウス） ‐ 専属モデル
- with - レギュラーモデル
- MISS（世界文化社）
- 25ans（アシェット婦人画報社）
- ef（主婦の友社）
- CanCam（小学館）
- Ray（主婦の友社）
- ESSE（扶桑社）
- MORE（集英社）
- JJ（光文社）
- Rumina
- 家庭画報（世界文化社）
- 美しいキモノ（ハースト婦人画報社）
- saita（セブン&アイ出版）
- 赤すぐキッズ（リクルート）
- サンキュ!（ベネッセコーポレーション）
- レタスクラブ（KADOKAWA）
- Mart（光文社） - 専属モデル（2009年5月号 - ）
- レディブティック（ブティック社）
- Grazia（講談社）

### グラビア
- プレイボーイ（1992年6月23日号）

### イメージモデル
- 八千代銀行
- 西武園遊園地（1991年）
- 池袋マンモスプール・スケートセンター（1991年）
- 箱崎シティエアターミナル
- 日本損害保険協会 防火ポスター（1990年）

### スチール

#### 広告
- エドウイン『サムシング』
- 西武百貨店
- MYCAL SATY
- 髙島屋
- マックスファクター
- ダイハツ工業
- セシール
- AZ-Mail（アズ熊谷、2009年5月8日発行） - インタビュー
- SHOO-LA-RUEイメージキャラクター
- 花王「ソフィーナ」ファインフィット

#### カタログ
- ニッセン
- 千趣会
- ムトウ
- フェリシモ
- ベルーナ
- ベルメゾン
- スクロール
- ハルメク おしゃれ

#### イベント
- non-no ファッションイベント（田辺誠一共演）
- アズ熊谷トークライブショー（2010年9月20日）
- Mart ミセスパーティー（2011年6月1日、新浦安オリエンタルホテル）

## 慈善活動
- 2011年東北地方太平洋沖地震の復興支援として日本赤十字社を通じて義援金を寄付